# Greg Mortenson
Pour les articles homonymes, voir Mortenson.
Greg Mortenson (né en 1957) est un humanitaire américain de Bozeman dans le Montana. 
Fondateur de Pennies for Peace, il est principalement connu pour son action dans l'ouverture d'écoles en Afghanistan. Il est coauteur du livre Trois tasses de thé - La mission de paix d'un Américain au Pakistan et en Afghanistan ((en) Three Cups of Tea: One Man's Mission To Promote Peace... One School At A Time ) paru en 2007 et qui fut un best-seller aux États-Unis. La suite du livre, Stones Into Schools: Promoting Peace with Books, Not Bombs, in Afghanistan and Pakistan, est sortie en décembre 2009. 
Cette histoire a été remise en cause par la découverte d'une possible imposture révélée dans l’émission 60 minutes consacrée, le 17 avril 2011, à Mortenson sur CBS.

## Source
- (en) Cet article est partiellement ou en totalité issu de l’article de Wikipédia en anglais intitulé « Greg Mortenson » (voir la liste des auteurs).